# Guadalupe Victoria (Meksyk)
Guadalupe Victoria – miasto w Meksyku, w stanie Kalifornia Dolna.